# Blanka Zmigrod
Blanka Zmigrod-Feldman (geboren am 22. Januar 1924 in Królewska Huta, ehemals Königshütte, heute Chorzów, Oberschlesien; gestorben am 23. Februar 1992 in Frankfurt am Main) war eine polnisch-jüdische Holocaust-Überlebende. Sie wurde im Februar 1992 in Frankfurt am Main von dem schwedischen Rechtsterroristen John Ausonius ermordet.

## Leben
Zmigrod überlebte während des Zweiten Weltkrieges die Inhaftierung in vier Konzentrationslagern, darunter dem KZ Flossenbürg und dem KZ Auschwitz. 1950 wanderte sie von Polen nach Israel aus, kehrte aber 1960 mit ihrem Lebensgefährten Sacha Feldman nach Deutschland zurück und siedelte sich in Frankfurt am Main an, wo beide Restaurants und Hotels betrieben. Nach Feldmans Tod arbeitete sie ab 1991 im Frankfurter Restaurant Mövenpick am Opernplatz als Garderobenfrau.
Am 23. Februar 1992 wurde sie von John Ausonius ermordet, der bereits zuvor in Schweden auf elf Menschen mit Migrationshintergrund geschossen und dabei eine Person getötet hatte. Als Gast des Restaurants, in dem Zmigrod arbeitete, hatte er sie und eine Kollegin einige Tage vor der Tat wegen ihrer osteuropäischen Herkunft beleidigt und des Diebstahls eines Pocket-Computers bezichtigt, der möglicherweise Daten über falsche Identitäten und Bankkonten enthielt. Am Tatabend arbeitete Zmigrod bis kurz nach Mitternacht im Restaurant und begab sich dann zu Fuß auf den kurzen Weg zu ihrer Wohnung. Der Täter verfolgte sie mit einem Fahrrad und tötete sie an der Kreuzung Kettenhofweg/Niedenau mit einem Kopfschuss, bevor er ihre Handtasche an sich nahm.
Der Fall wurde auch in der ZDF-Sendung „Aktenzeichen XY … ungelöst“ vom 6. November 1992 vorgestellt. Dennoch wurde der Täter erst 2017 angeklagt, obwohl der Streit im Restaurant den Ermittlern bereits 1993 bekannt war. Ausonius wurde 1994 in Schweden wegen der elf oben genannten Taten sowie wegen einiger Banküberfälle verurteilt. 2016 wurde er an Deutschland ausgeliefert und wegen des Mords an Zmigrod am 22. Februar 2018 vom Landgericht Frankfurt am Main erneut zu einer lebenslangen Freiheitsstrafe und anschließender Sicherungsverwahrung verurteilt. Ob Ausonius Zmigrods jüdische Identität erkannt haben könnte, z. B. an ihrer sichtbaren Häftlingsnummer, konnte im Prozess nicht geklärt werden. Auch die politischen Aspekte der Tat wurden dabei kaum bewertet.

## Erinnerung

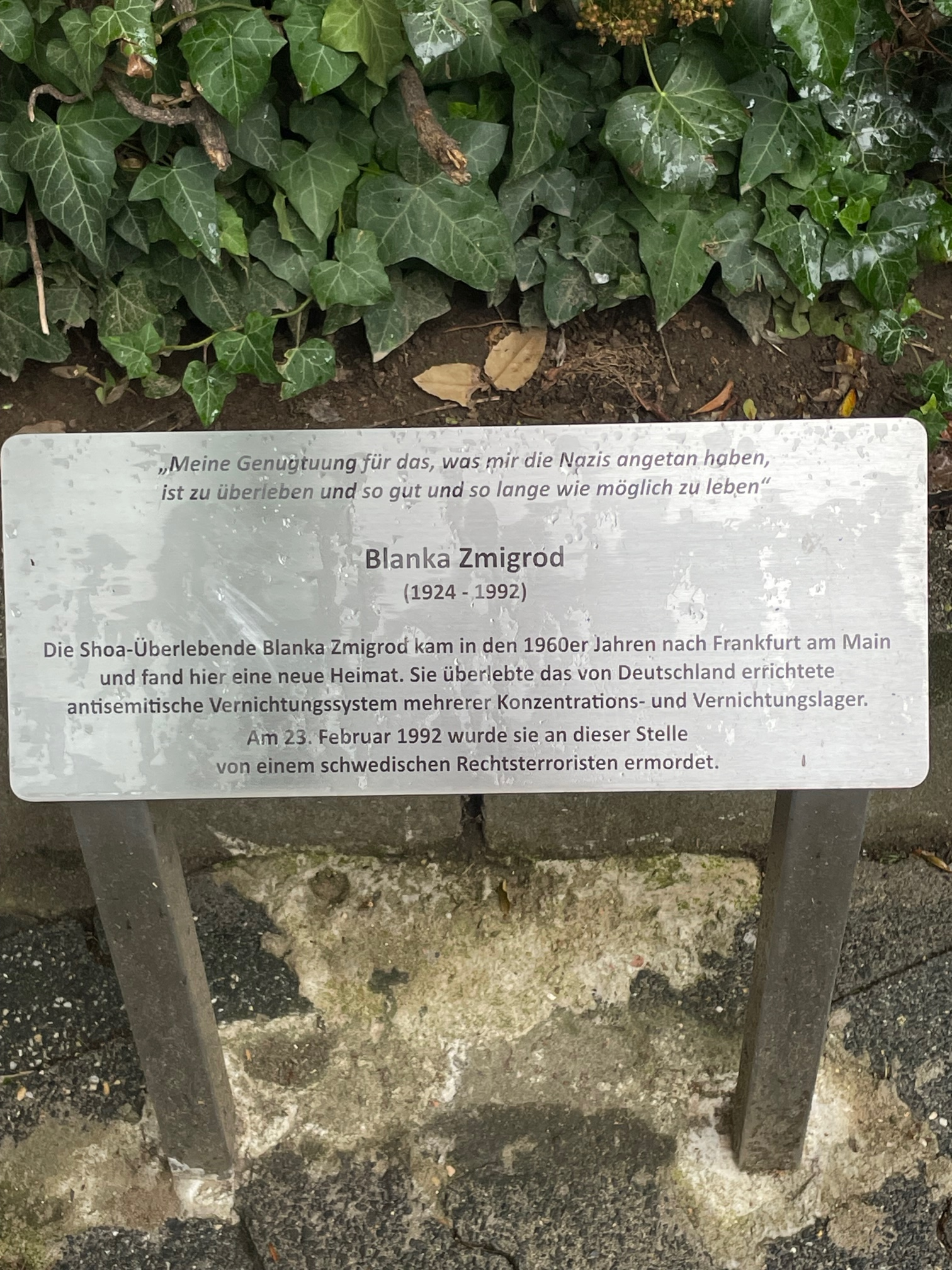
Gedenktafel für Blanka Zmigrod in Frankfurt, Ecke Kettenhofweg/Niedenau

Am 23. Februar 2021 fand in Frankfurt am Main eine Gedenkkundgebung für Blanka Zmigrod statt. In einer Petition forderte der Aktivist Ruben Gerczikow den Frankfurter Oberbürgermeister Peter Feldmann (SPD) und die Stadt Frankfurt auf, ein Denkmal für Zmigrod zu errichten. Am 22. Februar 2022 wurde in Anwesenheit von Angehörigen Zmigrods durch Oberbürgermeister Peter Feldmann und Kulturdezernentin Ina Hartwig eine Gedenktafel für Blanka Zmigrod enthüllt.

## Audio
- Marina Schulz, Fabian Janssen: Searching Blanka, Feature in 4 Teilen, Deutschlandfunk 2023
  - Auschwitz überlebt, in Frankfurt ermordet 28.36 Minuten (30. März 2023)
  - Zurück ins Land der Täter 31.49 Minuten (6. April 2023)
  - Ein Vorbild für den NSU? 32.39 Minuten (13. April 2023)
  - 26 Jahre Warten auf Gerechtigkeit 33.48 Minuten (20. April 2023)